# Starrbärfis
Starrbärfis (Eurygaster testudinaria) är en insektsart som först beskrevs av Geoffroy 1785.  Starrbärfis ingår i släktet Eurygaster, och familjen sköldskinnbaggar. Arten är reproducerande i Sverige.

## Bildgalleri

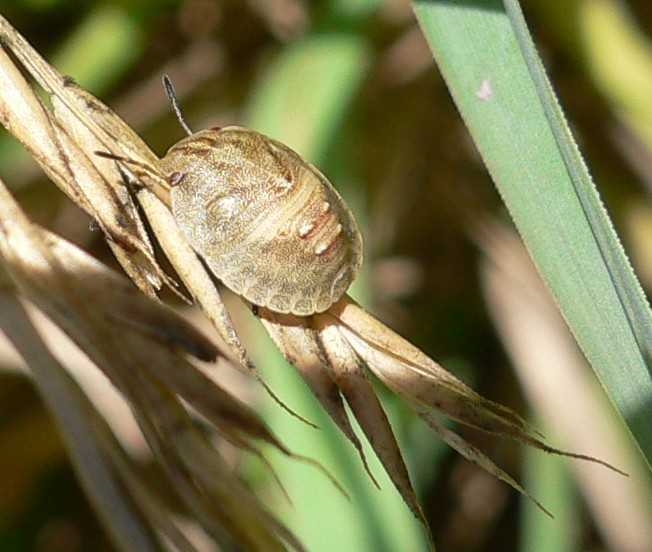
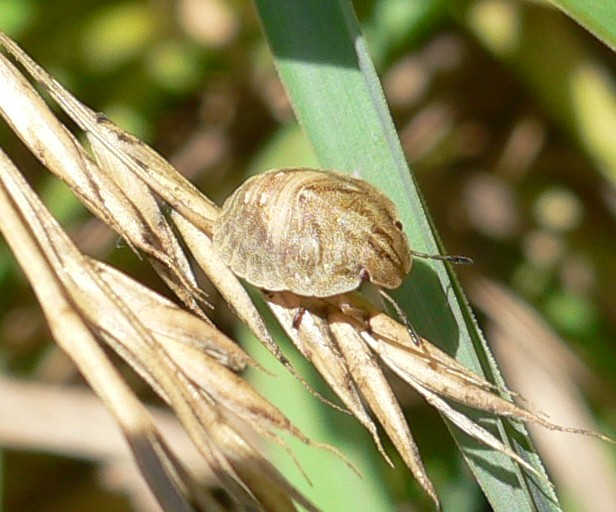
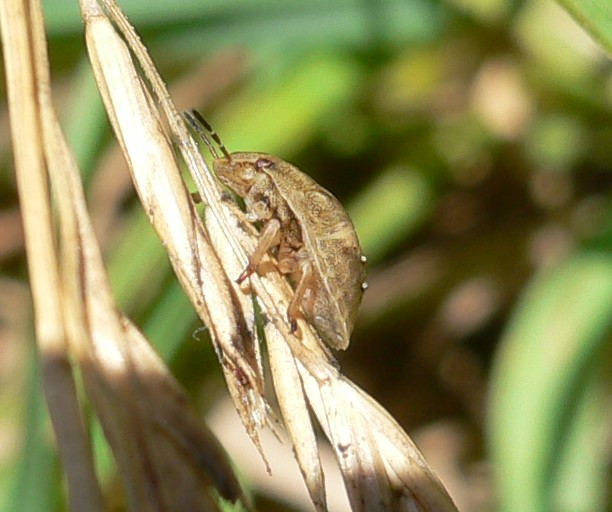
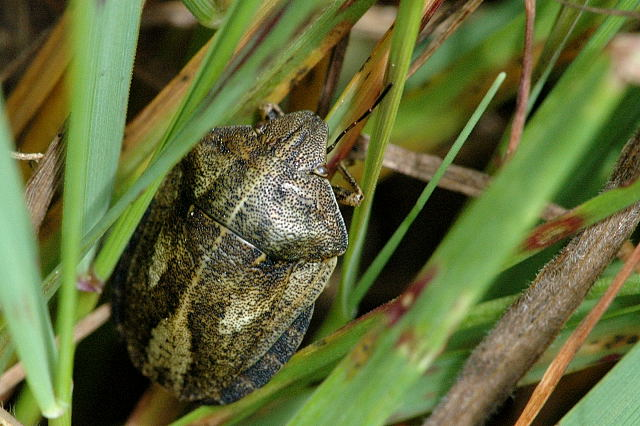
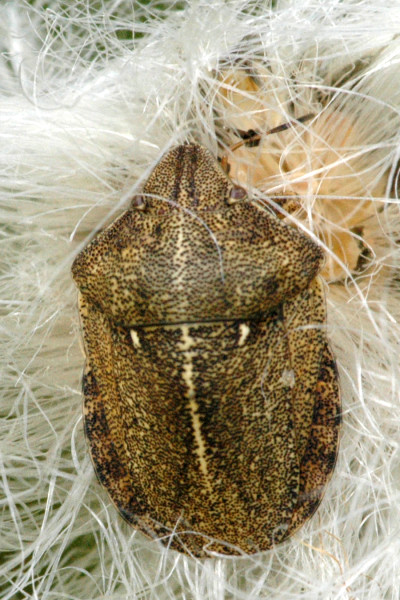
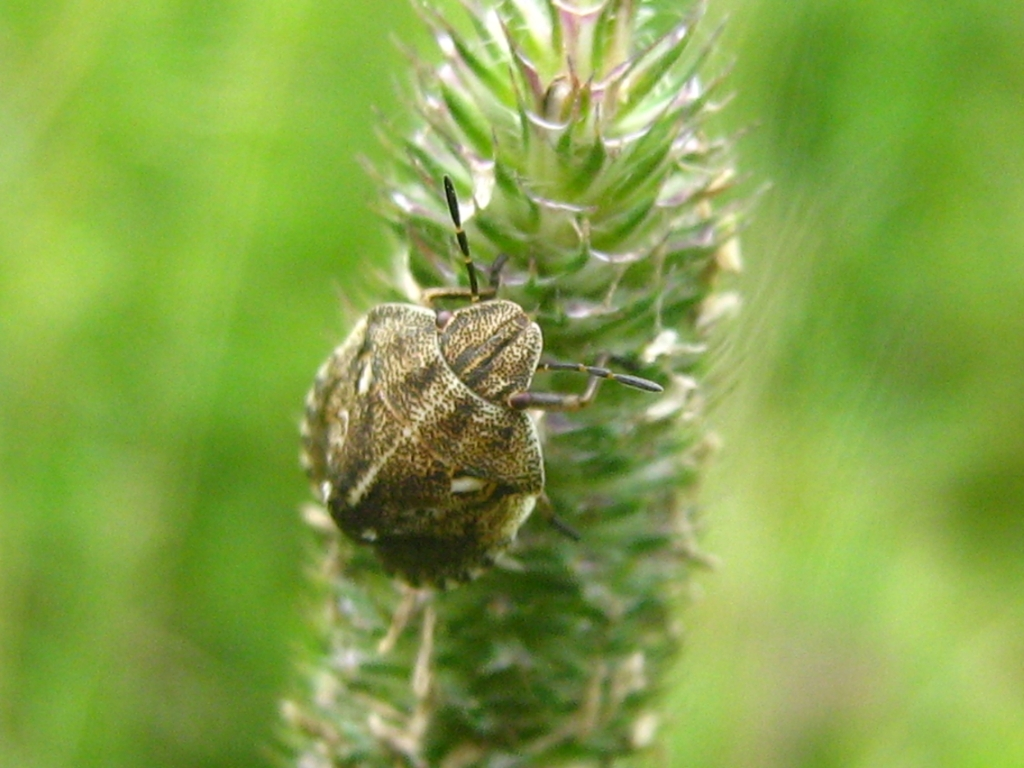